# Саксония (провинция)
Саксония (нем. Sachsen), также неофициально Прусская Саксония (нем. Preußisch-Sachsen) — провинция Пруссии (с 1871 года — часть единой Германии). Была образована в 1815 году, в основном, из земель, отошедших Прусскому королевству от королевства Саксонии. Столица — город Магдебург. В 1944 году в ходе нацистской реформы по приведению границ провинций к соответствию с границами партийных гау провинция Саксония была разделена на две новые — Галле-Мерзебург и Магдебург. В 1945—1946 годы была вновь воссоздана в несколько изменённых границах, а затем переименована в землю Саксония-Анхальт, ставшую одной из учредительниц ГДР в 1949 году. После 1990 года эта территория, в основном, входит в такие земли ФРГ, как Саксония-Анхальт и Тюрингия.

## История

### Реорганизация прусских провинций
В 1815 году по итогам Венского конгресса по окончании освободительных войн территория королевства Пруссия (синий цвет на карте соответствует границам до 1815 года) была значительно увеличена (зелёным цветом отмечены приобретённые территории). В частности, Пруссия получила назад утраченные в 1807 году по Тильзитскому миру земли средней Эльбы (Альтмарк, Магдебург, Хальберштадт, Мансфельд, Кведлинбург), а также свои приобретения 1802 года, тоже потерянные в 1807 году (Айхсфельд, Эрфурт, Мюльхаузен, Нордхаузен).
Венский конгресс сохранил суверенитет выступавшего на стороне Франции Королевства Саксония, однако саксонский король был вынужден уступить значительные территории Пруссии, включая подчинённое ему Варшавское герцогство. Несмотря на то, что Пруссия не получила всех саксонских земель, на которые она рассчитывала, ей однако всё же досталась половина территории Саксонии. Также в виде компенсации Пруссия получила значительные территории на Рейне (12 и 16 на карте) и в Польше (11 на карте).

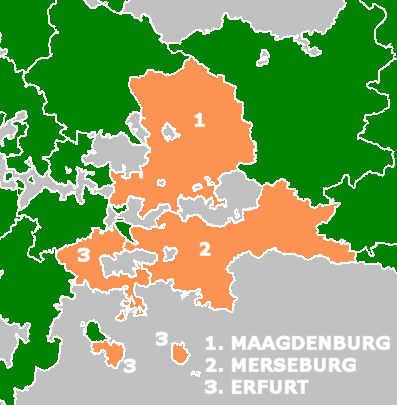
Округа Саксонии, 1878

Новая провинция Саксония была образована со статусом герцогства (нем. Herzogtum Sachsen) на основной части приобретённых саксонских земель, к которым также был присоединён бранденбургский Альтмарк. Другие полученные саксонские территории были включены в уже существующие провинции Силезия и Бранденбург.
Провинция Саксония состояла из двух частей, разделённых территорией не являющегося частью Пруссии герцогства Анхальт, а также имела множество эксклавов и анклавов. На территории провинции были созданы три административных округа:
- Административный округ Магдебург, центр — Магдебург
- Административный округ Мерзебург, центр — Мерзебург
- Административный округ Эрфурт, центр — Эрфурт

### Веймарская республика
В октябре 1932 года состоящий из двух несвязанных частей район Ильфельд, являвшийся эксклавом прусской провинции Ганновер, был переведён в состав провинции Саксония и поделён между округами Магдебург и Эрфурт.

### Нацистская Германия

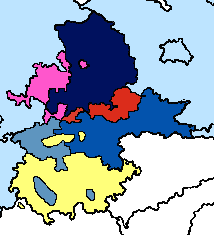
Июль 1944 года:
Провинция Магдебург
Провинция Галле-Мерзебург
Округ Эрфурт
Государство Тюрингия
Государство Брауншвайг
Государство Анхальт

После прихода к власти национал-социалистов в 1933 году и началом политики гляйхшальтунга провинции фактически утратили своё значение, а власть обер-президента всё больше входила в конфликт с властью гауляйтеров партийных гау. При этом территория провинции Саксония была поделена между гау Галле-Мерзебург, гау Магдебург-Анхальт (куда также входила территория земли Анхальт) и гау Тюрингия (куда также входила земля Тюрингия). Такая смешанная структура нередко приводила к трениям между различными организациями.
Указом фюрера от 1 апреля 1944 года с целью приведения к однообразию границ провинций с партийными гау провинция Саксония была упразднена. Округ Мерзебург был провозглашён самостоятельной провинцией Галле-Мерзебург, которую возглавил гауляйтер одноимённого гау Иоахим Эггелинг, а округ Магдебург стал самостоятельной провинцией Магдебург, которую возглавил гауляйтер гау Магдебург-Анхальт Рудольф Йордан, бывший одновременно также и рейхсштатгальтером для Анхальта.
Состоящий из нескольких территориально не связанных между собой частей округ Эрфурт переходил в прямое подчинение рейхсштатгальтеру в Тюрингии. Одновременно была ликвидирована провинция Гессен-Нассау, и её эксклавный район Шмалькальден был передан в округ Эрфурт.

### Послевоенное развитие
Однако, новые провинции просуществовали недолго. Уже в июле 1945 года советская военная администрация снова объединила их в провинцию Саксония, присоединив сюда также и территорию Анхальта и оказавшиеся на советской зоне оккупации части Брауншвейга. В 1946 году эта расширенная провинция была переименована в провинцию Саксония-Анхальт, которая в 1947 году в результате юридической ликвидации государства Пруссия была переименована в землю Саксония-Анхальт, впоследствии ставшую одной из земель — учредительниц ГДР. Территория Эрфурта так и осталась в составе Тюрингии.
В ГДР уже в 1952 году в результате административной реформы все земли были ликвидированы, а на их месте были образованы 15 округов. После воссоединения Германии в 1990 году была вновь образована современная земля Саксония-Анхальт, которая, однако, несколько отличается в границах от своей предшественницы.

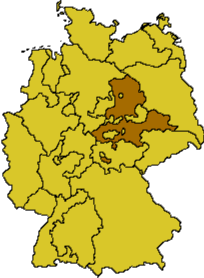
Церковная провинция Саксония на карте ФРГ, 2008

Границы бывшей прусской провинции Саксония находили своё отражение вплоть до 2008 года в структурной организации Евангелической Церкви в Германии. Лишь с 1 января 2009 года церковные провинции Саксония и Тюрингия были объединены в церковную провинцию Средняя Германия.

## География и экономика
В северной и восточной части провинция представляла собой равнинную поверхность, лишь в немногих местах прерываемую отдельными высотами (Гальденслебенские холмы). В южной и западной части располагались предгорья Гарца и плоскогорье Эйхсфельд с горой Омберг; в южной части — отдельные отроги Тюрингенского Леса. Большая часть провинции орошалась системой Эльбы с её притоками (Чёрный Эльстер, Иле, Хафель, Мульда, Заале с Белым Эльстером и Унструтом, Ope и Тангер, Аланд с Ухтой и Иееце), а также притоками Везера: Верра и Аллер с Лейной. На территории провинции имелись также озёра (Мансфельдское, Арендское и Торгауское) и минеральные источники (Артерн, Эльмен, Губертусбад, Ильзенбург, Кведлинбург, Зудероде, Ашерслебен, Шлезинген, Лангензальца, Бибра и другие).
Саксония являлась одной из плодороднейших провинций Пруссии. Здесь возделывались рожь, пшеница, овес, ячмень, картофель. Были развиты травосеяние, огородничество и плодоводство, промышленное садоводство и виноградарство, табаководство, пчеловодство. Прусская Саксония являлась лидером по посеву сахарной свекловицы во всей Германии. Также было хорошо развито скотоводство (разведение лошадей, крупного рогатого скота, овец, коз и свиней).
Прусская Саксония была богата бурым углём, торфом, поваренной и калийной солью. Также здесь добывались и обрабатывались медь, серебро, сера, железо, никель, гипс, алебастр, фарфор и строительный камень. Имелись меднопрокатное и чугунолитейное производство, производство жестяных и стальных изделий, оружия. Были развиты машиностроение и производство сельскохозяйственного орудия и инструментов, химическая промышленность, обработка волокнистых веществ, пряжа шерсти, хлопчатобумажная пряжа, красильное, вязальное и аппретурное, писчебумажное, обойное и кожевенное производства. Большое значение имели свеклосахарное, пивоваренное, винокуренное и табачное производства, обработка дерева, производство платья и обуви, строительные промыслы. Благодаря своему центральному положению и хорошим путям сообщения торговля в Саксонии была очень оживлена. Главными торговыми товарами были шерсть, хлеб, сахар, цикорий, соль, сукна, водка, изделия из меди, железа и стали и дерева. Главными торговыми пунктами считались Магдебург и Галле.
Образование было представлено Университетом в Галле и богословской семинарией в Виттенберге.

## Население

### Статистические данные
В 1895 году в провинции проживало 2 698 549 жителей, из них 2 496 337 протестантов и 187 559 католиков. Также имелись и представители других христианских конфессий (6492 человек) и евреи (7850 человек). Подавляющее большинство населения составляли немцы.
Территория и население провинции Саксония в 1900 году:
| Административный округ | Площадь, км² | Население, чел. | Количество районов | Количество районов |
| Административный округ | Площадь, км² | Население, чел. | сельских           | городских          |
| ---------------------- | ------------ | --------------- | ------------------ | ------------------ |
| Округ Магдебург        | 11.512,87    | 1.176.372       | 14                 | 2                  |
| Округ Мерзебург        | 10.210,81    | 1.189.825       | 16                 | 2                  |
| Округ Эрфурт           | 3.531,61     | 466.419         | 9                  | 3                  |
| Всего по провинции     | 25.255,29    | 2.832.616       | 39                 | 7                  |

Территория и население провинции Саксония в 1925 году:
| Административный округ | Площадь, км² | Население, чел. | Количество районов | Количество районов |
| Административный округ | Площадь, км² | Население, чел. | сельских           | городских          |
| ---------------------- | ------------ | --------------- | ------------------ | ------------------ |
| Округ Магдебург        | 11.524       | 1.294.514       | 14                 | 6                  |
| Округ Мерзебург        | 10.216       | 1.412.694       | 16                 | 7                  |
| Округ Эрфурт           | 3.534        | 570.268         | 9                  | 3                  |
| Всего по провинции     | 25.274       | 3.190.619       | 39                 | 16                 |

Религиозный состав населения в 1925 году: 89,3 % — протестанты; 7,6 % — католики; 0,1 % — другие христианские конфессии; 0,3 % — евреи; 2,7 % — прочие конфессии.
Площадь и численность населения провинции и отдельных её административных округов по состоянию на 17 мая 1939 года в границах на 1 января 1941 года и количество районов на 1 января 1941 года:
| Административный округ | Площадь, км² | Население, чел. | Количество районов | Количество районов |
| Административный округ | Площадь, км² | Население, чел. | сельских           | городских          |
| ---------------------- | ------------ | --------------- | ------------------ | ------------------ |
| Округ Магдебург        | 11.587,87    | 1.388.245       | 13                 | 6                  |
| Округ Мерзебург        | 10.216,61    | 1.579.373       | 15                 | 7                  |
| Округ Эрфурт           | 3.724,08     | 650.840         | 8                  | 3                  |
| Всего по провинции     | 25.528,56    | 3.618.458       | 36                 | 16                 |

### Городское и сельское население
Распределение населения по различным типам населённых пунктов в зависимости от их величины по общему количеству жителей, согласно данным переписи населения 1925 года и по состоянию на 17 мая 1939 года:
| Год  | Доля населения по категориям населённых пунктов по числу жителей | Доля населения по категориям населённых пунктов по числу жителей | Доля населения по категориям населённых пунктов по числу жителей |
| Год  | менее 2.000 жителей                                              | 2.000 — 100.000 жителей                                          | более 100.000 жителей                                            |
| ---- | ---------------------------------------------------------------- | ---------------------------------------------------------------- | ---------------------------------------------------------------- |
| 1925 | 41,7 %                                                           | 39,3 %                                                           | 19,0 %                                                           |
| 1939 | 35,2 %                                                           | 44,8 %                                                           | 20,0 %                                                           |

Крупнейшими городами провинции Саксония являлись (по данным 1925 года):
- Магдебург (округ Магдебург) — 293.959 чел.
- Галле (округ Мерзебург) — 194.575 чел.
- Эрфурт (округ Эрфурт) — 135.579 чел.
- Хальберштадт (округ Магдебург) — 48.184 чел.
- Вайсенфельс (округ Мерзебург) — 36.756 чел.
- Мюльхаузен (округ Эрфурт) — 36.755 чел.
- Нордхаузен (округ Эрфурт) — 35.056 чел.
- Цайц (округ Мерзебург) — 34.590 чел.
- Шёнебек (округ Магдебург) — 33.415 чел.

## Обер-президенты

Герб провинции Саксония

Пост обер-президента введён в Пруссии согласно указу от 30 апреля 1815 года об улучшении организации провинциального управления (нем. Verordnung wegen verbesserter Einrichtung der Provinzial-Behörden).
| Годы      | Обер-президент                | Партия |
| --------- | ----------------------------- | ------ |
| 1816—1821 | Фридрих фон Бюлов             |        |
| 1821—1825 | Фридрих фон Мотц              |        |
| 1825—1837 | Вильгельм Антон фон Клевиц    |        |
| 1837—1840 | Антон цу Штолберг-Вернигероде |        |
| 1841—1844 | Эдуард фон Флотвел            |        |
| 1844—1845 | Вильгельм фон Ведель          |        |
| 1845—1850 | Густав фон Бонин              |        |
| 1850—1872 | Хартман фон Витцлебен         |        |
| 1873—1881 | Роберт фон Патов              |        |
| 1881—1890 | Артур фон Вольф               |        |
| 1890—1897 | Альберт фон Поммер Эше        |        |
| 1898—1906 | Карл Генрих фон Бёттихер      |        |
| 1906—1908 | Курт фон Вилмовски            |        |
| 1908—1917 | Вильгельм фон Хегель          |        |
| 1917—1919 | Вильгельм фон Шуленбург       |        |
| 1920—1927 | Отто Хёрзинг                  | СДПГ   |
| 1927—1930 | Генрих Вэнтиг                 | СДПГ   |
| 1930—1932 | Карл Фалк                     | НДП    |
| 1933—1933 | Фридрих фон Велзен            | ннП    |
| 1933—1933 | Курт Мельхер                  | ННП    |
| 1933—1944 | Курт фон Ульрих               | НСДАП  |
| 1944—1945 | Провинция разделена           |        |
| 1945—1946 | Эрхард Хюбенер                | ЛДПГ   |